# Balbinów
Balbinów – wieś sołecka w Polsce położona w województwie świętokrzyskim, w powiecie opatowskim, w gminie Opatów. Leży przy drodze krajowej nr 74.
W latach 1975–1998 miejscowość administracyjnie należała do województwa kieleckiego.
Według spisu powszechnego z roku 1921 kolonia Balbinów liczyła 21 domów, 146 mieszkańców.